# Bärbel Fuhrmann
Bärbel Fuhrmann (n. 29 martie 1940, Breslau, Reich-ul German) este o înotătoare ce a reprezentat Germania, medaliată olimpică. A participat la o ediție a Jocurilor Olimpice (1960) în care a câștigat o medalie de bronz.